# Воскресенка (Зоринський район)
Воскресе́нка (рос. Воскресенка) — село у складі Зоринського району Алтайського краю, Росія. Адміністративний центр та єдиний населений пунктВоскресенської сільської ради.

## Населення
Населення — 435 осіб (2010; 550 у 2002).
Національний склад (станом на 2002 рік):
- росіяни — 94 %